# 124-я стрелковая дивизия (1-го формирования)
Не следует путать со 124-й стрелковой дивизией формирования 1941 года
Не следует путать со 124-й стрелковой дивизией формирования 1943 года
124-я стрелковая дивизия (124-я сд) — воинское соединение Красной Армии до и во время Великой Отечественной войне.

## История
В 1939 году на базе 15-й Сивашской стрелковой дивизии 6-го стрелкового корпуса Одесской армейской группы Киевского Особого военного округа началось формирование новых воинских соединений, в том числе 124-й стрелковой дивизии. В состав 124-й сд вошли 406, 622 и 781-й стрелковые, 469-й пушечный и 341-й гаубичный полки, 200-й отдельный батальон связи, 225-й отдельный сапёрный батальон, 202-й отдельный противотанковый дивизион, 193-й отдельный разведывательный батальон, 119-й отдельный зенитно-артиллерийский дивизион. Дивизия формировалась на территории Николаевской области.
Командиром дивизии ,sk назначен генерал-майор Ф. Г. Сущий. Участник Гражданской войны в России в рядах Красной Армии, за участие в Советско-польской войне 1919—1921 годов награждён орденом Красного Знамени. В мирное время закончил Военную академию имени М. В. Фрунзе, занимал различные командные должности, где в полной мере проявились его способности и военные знания.
В апреле 1941 года прикрыла участок государственной границы к северу от Крыстынополя, штаб размещался в Горохове. Входила в состав 27-го стрелкового корпуса 5-й армии.
С 22 июня 1941 года дивизия вела тяжелые бои, утром 25 июня противник занял город Горохов, полностью окружив ее. Остатки дивизии выходили из окружения на восток. 4-5 июля 1941 погиб командир дивизии генерал-майор Сущий, командование принял на себя командир 406-го стрелкового полка полковник Новиков.
24 июля 1941 года в районе Белокоровичей из окружения вышли 1,6 тыс. человек с тремя орудиями и присоединившиеся к ним остатки 34-й танковой дивизии 8-го мехкорпуса.
После выхода из окружения дивизия находилась на пополнении в тылу. 4 августа 1941 года была включена в состав 1-го воздушно-десантного корпуса.
В сентябре погибла в киевском котле. Официально расформирована 27 декабря 1941 года.

## Подчинение
- Август — 23 сентября 1939 года — 6-й стрелковый корпус Одесская армейская группа Киевский Особый военный округ.
- 24 — 25 сентября 1939 года — 37-й стрелковый корпус Украинский фронт.

## Командование
- Сущий Ф. Г., командир дивизии, генерал-майор (август 1939 — июль 1941) умер от ранений, похоронен в лесу Брянского района[1]
- Серюгин М. П., в сентябре 1941 года был назначен командиром 124-й стрелковой дивизии, однако ввиду нахождения дивизии в окружении до неё не доехал.
- Жиляков Г. И., военный комиссар дивизии, полковой комиссар (август 1939 — июль 1941), убит[2]
- Рогачевский С. М., начальник штаба дивизии, полковник (август 1939 — …)

## Состав
- 406-й стрелковый полк. Командир полковник Т. Я. Новиков[3] (Горохов)
- 622-й стрелковый полк. Командир полка майор Ш. Д. Карцхия. Заместитель командира полка по политической части батальонный комиссар Н. М. Беринский.
- 781-й стрелковый полк.
- 341-й гаубичный артиллерийский полк. Командир полка майор Е. Ф. Цуран. Заместитель командира полка по политической части батальонный комиссар П. М. Каштан.
- 469-й пушечный артиллерийский полк. Командир полка майор К. Г. Тарасов. Заместитель командира полка по политической части батальонный комиссар Ф. П. Полецкий.
- 200-й отдельный батальон связи.
- 225-й отдельный сапёрный батальон. Командиром 225 Сапёрного батальона был майор Свинки (материал из списка умерших 1943 года ноябре)
- 202-й отдельный противотанковый дивизион.
- 193-й отдельный разведывательный батальон.
- 119-й отдельный зенитно-артиллерийский дивизион.

Нач. связи и нач. штаба лейтенант Попельнюк Василий Петрович (1912 г.р., пропал без вести в июне 1941 г.)
- 144-й медико-санитарный батальон.
- 120-я отдельная рота химической защиты.
- 118-й автотранспортный батальон.
- 147-я полевая хлебопекарня.
- 556-я полевая почтовая станция.
- 343-я полевая касса Госбанка.